# Turms Planitia
La Turms Planitia è una struttura geologica della superficie di Mercurio.